# Fur Sund
Fur Sund är ett sund i Danmark.   Det ligger i Region Mittjylland, i den nordvästra delen av landet, 250 km nordväst om huvudstaden Köpenhamn.
Klimatet i området är tempererat. Årsmedeltemperaturen i trakten är 7 °C. Den varmaste månaden är augusti, då medeltemperaturen är 16 °C, och den kallaste är februari, med −2 °C.